# 1748 у науці
У 1748 році в науці й техніці відбулися такі важливі події.

## Археологія
- Повторне відкриття руїн Помпеїв.[1]

## Хімія
- Томас Фрай з лондонської порцелянової фабрики Боу виробляє кістяну порцеляну.[2]

## Науки про Землю
- Публікація в Амстердамі теорії Нептуна французького дипломата Бенуа де Майє (помер у 1738) у Telliamed, ou entretiens d’un philosophe indien avec un missionnaire françois, sur la diminution de la mer, la formation de la terre, l’origine de l’homme... (Телліамед, або розмови між індійським філософом і французьким місіонером про зменшення моря, утворення землі, походження людини) за редакцією аббата Жана Баптіста де Маскер.

## Математика
- Леонард Ейлер публікує в Берліні працю «Вступ в аналіз нескінченних величин»,[3] вступ до чистої аналітичної математики. Він обчислює математичну константу e з точністю до 23 цифр[4] та представляє формулу Ейлера. П'ята стаття Ейлера з морських питань, E137, також була написана в цьому році, але опублікована лише в 1750 році.
- Марія Аньєзі публікує Instituzioni analitiche ad uso della gioventù italiana в Мілані, «що вважається найкращим вступом до праць Ейлера».[5]
- приблизна дата – Томас Баєс висунув теорему Байєса.[6]

## Медицина
- Джон Фотергілл публікує працю «Звіт про біль у горлі, що супроводжується виразками», ранній опис дифтерії.

## Технології
- П'єр Ле Руа винаходить фіксуючий спусковий механізм у годинниковій справі.[7][8][9]
- Льюїс Пол винайшов ручну машину для чесання вовни.

## Публікації
- В Мадриді опубліковано працю «Історичний звіт про подорож до Південної Америки» (Relación Histórica del Viage a la América Meridionale) Хорхе Хуана та Антоніо де Ульоа, яка включала звіт Ульоа про платину.[10]
- Публікація «Людина-машина» (L'homme Machine) Жульєна Офре де Ламетрі.

## Нагороди
- Медаль Коплі: Джеймс Бредлі.[11]
- Єва Екеблад стає першою жінкою-членом Шведської королівської академія наук

## Народились
- 27 лютого — Андерс Спарман (помер 1820), шведський ботанік.
- 5 березня — Юнас Карлссон Дрюандер (помер 1810), шведський ботанік.
- 10 березня — Джон Плейфер (помер 1819), шотландський вчений.
- 11 квітня — Луї Монж (помер 1827), французький математик.
- 12 квітня — Антуан Лоран де Жуссьє (помер 1836), французький ботанік.
- 13 квітня — Джозеф Брама (помер 1814), англійський винахідник.
- 19 квітня — Шарль д'Амондан де Тенсо (помер 1822), французький офіцер і математик.
- 10 травня — Луї П'єр В'єйо (помер 1830), французький орнітолог.
- 24 травня — Христіан Еренфрід фон Вайгель (помер 1831), німецький хімік і натураліст.
- 29 червня — П'єтро Коссалі (помер 1815), італійський математик.
- 30 червня — Домінік, граф де Кассіні (помер 1845), французький астроном.
- 8 серпня — Йоганн Фрідріх Гмелін (помер 1804), німецький натураліст.
- 18 серпня — П'єр Соннера (помер 1814), французький натураліст і дослідник.
- 31 серпня — Жан-Батист Куртуа, французький хімік і селітророб.
- 26 жовтня — Жан-Батист П'єр Буде (помер 1828), французький фармацевт і хімік .
- 14 листопада — Філіп-Фредерік де Дітріх (помер 1793), ельзаський вчений і політик.
- 9 грудня — Клод Луї Бертолле (помер 1822), французький хімік.

## Померли
- 1 січня — Йоганн Бернуллі (нар. 1667), швейцарський математик.
- 25 січня — Роберт Бунон (нар. 1702),  хірург-стоматолог, якого вважають батьком дитячої стоматології.
- 25 листопада — Ісаак Воттс (нар. 1674), британський гімнограф, поет, теолог і логік.
- Листопад — Олексій Чиріков (нар. 1703), російський мореплавець.
- 11 грудня — Евальд Георг фон Клейст (нар. 1700), німецький фізик.
- 27 грудня — Едмунд Вівер (нар. близько 1683), англійський астроном.